# Theridion kambalum
Theridion kambalum är en spindelart som beskrevs av Alberto Barrion och James A. Litsinger 1995. Theridion kambalum ingår i släktet Theridion och familjen klotspindlar.
Artens utbredningsområde är Filippinerna. Inga underarter finns listade i Catalogue of Life.